# Großer Preis von Südafrika 1962
Der Große Preis von Südafrika 1962 (offiziell IX South African Grand Prix) fand am 29. Dezember auf dem Prince George Circuit in East London statt und war das neunte und letzte Rennen der Automobil-Weltmeisterschaft 1962.

## Berichte

### Hintergrund

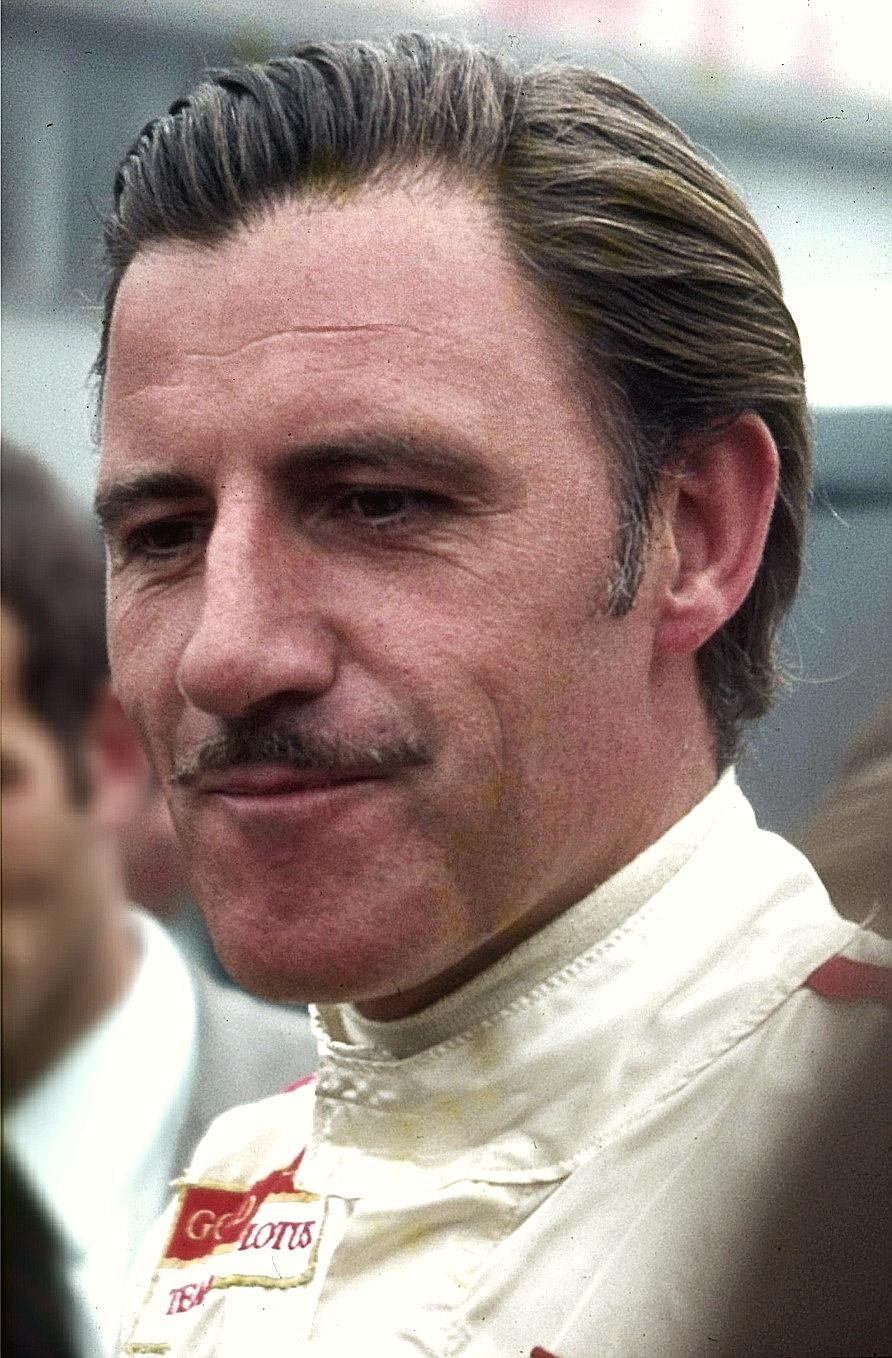
Weltmeister 1962 – Graham Hill

1962 war der Große Preis von Südafrika das erste Mal Teil der Automobilweltmeisterschaft und bildete zwei Jahre lang den Saisonabschluss. Da sich Ferrari und Porsche bereits aus der Saison zurückgezogen hatten, blieben nur noch acht Fahrer aus vier Werksteams und acht Teams mit privaten Fahrzeugen. Insgesamt waren 17 Wagen gemeldet. B.R.M. setzte neben zwei BRM P57 für Graham Hill und Richie Ginther zusätzlich einen Vorjahreswagen für den südafrikanischen Fahrer Bruce Johnstone ein, der sein einziges Rennen in der Automobilweltmeisterschaft bestritt. B.R.M., Lotus und Cooper änderten ihre Fahrerpaarungen nicht und fuhren mit diesen auch in der folgenden Saison. Auch Jack Brabham startete weiterhin für seinen eigenen Rennstall Brabham, setzte allerdings ab 1963 zwei Wagen ein.
Bei den Teams mit privaten Fahrzeugen nahm das Bowmaker Racing Team ein letztes Mal an einem Rennen teil, da sich der Hauptsponsor zurückzog. John Surtees wechselte daraufhin zu Ferrari, während Roy Salvadoris Karriere Anfang 1963 nach einem schweren Unfall beim 24-Stunden-Rennen von Le Mans 1963 endete. Er wurde einige Jahre später Teammanager bei Cooper. Für den Grand Prix waren mehrere afrikanische Fahrer gemeldet, die alle ihr jeweils einziges Saisonrennen bestritten. Ernest Pieterse, Doug Serrurier, Neville Lederle und John Love debütierten, für Mike Harris blieb es das einzige Rennen. Pieterse, Lederle, Love und Harris fuhren alte Lotus und Cooper, Serrurier hatte einen eigenen Wagen gemeldet, den LDS Mk2 des Konstrukteurs LDS.
Beide Weltmeisterschaften waren noch offen. Jim Clark musste gewinnen, um den Fahrertitel zu erhalten, Graham Hill war in allen anderen möglichen Fällen Weltmeister. Die gleiche Situation gab es auch bei den Konstrukteuren, Lotus benötigte einen Sieg, ansonsten wäre B.R.M. Konstrukteursweltmeister geworden. Mit Clark nahm ein ehemaliger Sieger am Rennen teil, bei den Konstrukteuren waren zuvor Lotus, Porsche und Cooper jeweils einmal erfolgreich. Zwischen dem Großen Preis der USA und dem Großen Preis von Südafrika fanden drei nicht zur Automobilweltmeisterschaft zählende Grand Prix statt. Clark und sein Teamkollege Trevor Taylor gewannen zusammen den ersten Großen Preis von Mexiko, Clark war beim Rand Grand Prix siegreich, Taylor beim Natal Grand Prix.

### Training
Die beiden Titelaspiranten Clark und Graham Hill lieferten sich erneut ein Duell um die Pole-Position und zum dritten Mal in Folge war Clark der Schnellste. Clark erreichte 1962 insgesamt sechsmal die Pole-Position in neun Saisonrennen und war damit der erfolgreichste Pilot in den Trainingssessions. Graham Hill hatte auf Rang zwei 0,3 Sekunden Abstand zur Zeit von Clark. Sehr konkurrenzfähig war der Brabham BT3 von Brabham, der sich auf Rang drei qualifizierte und damit die bis dahin beste Startposition für sein Team erreichte. Allerdings betrug der Zeitabstand auf Graham Hill bereits mehr als eine Sekunde. Auf den Plätzen vier und fünf folgten mit Innes Ireland und Surtees Fahrer mit privaten Wagen, bester Cooper-Fahrer war Maggs auf Startplatz sechs. Hinter ihm qualifizierte sich Ginther auf B.R.M. vor Bruce McLaren auf Cooper. Taylor und Nederle vervollständigten die ersten zehn. Johnstone qualifizierte sich ebenfalls für das Rennen, obwohl er im Training keine gezeitete Runde fuhr.

### Rennen
Den Start gewann Clark und fuhr in den ersten Rennrunden einen Vorsprung auf Graham Hill heraus. In dieser Konstellation war Clark auf dem Weg zu seiner ersten Weltmeisterschaft und Lotus vor dem Gewinn der ersten beiden Titel. Hinter Clark und Graham Hill kämpften die beiden Cooper-Fahrer McLaren und Maggs mit Surtees um den dritten Rang. Allerdings schied Surtees in Runde 26 mit einem Motorschaden aus, sodass der Dreikampf zugunsten der Cooper-Fahrer entschieden wurde. Vorher hatte Taylor seinen Wagen mit einem defekten Getriebe abgestellt. Das Rennen wurde anschließend vor allem durch Ausfälle bestimmt, Positionsveränderungen gab es nur wenige im Mittelfeld. Harris, Serrurier und Salvadori schieden mit unterschiedlichen Problemen aus, für Salvadori endete die Saison damit ohne Zielankunft, da er in jedem Rennen, an dem er teilgenommen hatte, ausgefallen war.
Clark vergrößerte seinen Vorsprung auf Graham Hill während des Rennens auf 13 Sekunden, in Runde 59 allerdings kam Rauch aus dem Heck seines Lotus. Daraufhin setzte er das Rennen noch drei Runden fort, stellte sein Fahrzeug dann aber in der Box ab. Die Ursache für den Ausfall war ein Ölleck. Clark sagte nach dem Rennen, dass er gerade Brabham überrundet hatte und im Rückspiegel nach ihm schauen wollte. Da sah er dann den Rauch aus dem Motor kommen. Graham Hill übernahm die Führung und gewann anschließend überlegen. Graham Hill war damit der Weltmeister der Automobilweltmeisterschaft 1962. Dies war sein erster Titel, ein weiterer folgte 1968. Alfred Owen, Teamchef und Besitzer von B.R.M. gratulierte als erster Graham Hill im Ziel. Er hatte noch am Anfang der Saison gedroht, das Team aus der Automobilweltmeisterschaft zurückzuziehen, sollten keine Erfolge erreicht werden. B.R.M. gewann daraufhin sowohl den Fahrertitel, als auch den Konstrukteurstitel. Beides blieben aber die einzigen Titel in der Geschichte des Konstrukteurs. Nach dem Rennen sagte Graham Hill, dass er den Titel lieber in einem Duell gegen Clark auf der Strecke ausgetragen hätte, statt von dessen Ausfall zu profitieren. Als Vizeweltmeister reihte sich Clark 1962 unter den Topfahrern ein, 1963 dominierte er mit Lotus die gesamte Saison und gewann seinen ersten Titel. Der Zweikampf zwischen ihm und Graham Hill wurde auch in den folgenden Jahren fortgesetzt.
Auf Platz zwei mit 50 Sekunden Rückstand auf Graham Hill kam McLaren ins Ziel, er wurde Dritter in der Fahrerwertung. Sein Teamkollege Maggs fuhr knapp hinter ihm über die Ziellinie und erreichte damit einen Podestplatz beim Heimrennen. Brabham wurde wie beim Großen Preis der USA zuvor Vierter, Ireland wurde als Fünfter gewertet, Lederle auf Platz sechs. Ginther verpasste die Punkteränge auf Platz sieben, er lag vor Love, Johnstone, Pieterse und Beaufort.

## Meldeliste
| Team                        | Nr. | Fahrer                  | Chassis     | Motor             | Reifen |
| --------------------------- | --- | ----------------------- | ----------- | ----------------- | ------ |
| Team Lotus                  | 01  | Jim Clark               | Lotus 25    | Climax 1.5 V8     | D      |
| Team Lotus                  | 02  | Trevor Taylor           | Lotus 25    | Climax 1.5 V8     | D      |
| Owen Racing Organisation    | 03  | Graham Hill             | BRM P57     | BRM 1.5 V8        | D      |
| Owen Racing Organisation    | 04  | Richie Ginther          | BRM P57     | BRM 1.5 V8        | D      |
| Owen Racing Organisation    | 05  | Bruce Johnstone         | BRM P48/57  | BRM 1.5 V8        | D      |
| Bowmaker Racing Team        | 06  | John Surtees            | Lola Mk4    | Climax 1.5 V8     | D      |
| Bowmaker Racing Team        | 07  | Roy Salvadori           | Lola Mk4    | Climax 1.5 V8     | D      |
| Cooper Car Company          | 08  | Bruce McLaren           | Cooper T60  | Climax 1.5 V8     | D      |
| Cooper Car Company          | 09  | Tony Maggs              | Cooper T60  | Climax 1.5 V8     | D      |
| Brabham Racing Organisation | 10  | Jack Brabham            | Brabham BT3 | Climax 1.5 V8     | D      |
| UDT Laystall Racing Team    | 11  | Innes Ireland           | Lotus 24    | Climax 1.5 V8     | D      |
| Ernie Pieterse              | 14  | Ernest Pieterse         | Lotus 21    | Climax 1.5 L4     | D      |
| Ecurie Maarsbergen          | 15  | Carel Godin de Beaufort | Porsche 718 | Porsche 1.5 B4    | D      |
| John Love                   | 18  | John Love               | Cooper T55  | Climax 1.5 L4     | D      |
| Neville Lederle             | 20  | Neville Lederle         | Lotus 21    | Climax 1.5 L4     | D      |
| Otelle Nucci                | 21  | Doug Serrurier          | LDS Mk2     | Alfa Romeo 1.5 L4 | D      |
| Mike Harris                 | 22  | Mike Harris             | Cooper T53  | Alfa Romeo 1.5 L4 | D      |

## Klassifikationen

### Startaufstellung
| Pos. | Fahrer                  | Konstrukteur      | Zeit       | Ø-Geschwindigkeit | Start |
| ---- | ----------------------- | ----------------- | ---------- | ----------------- | ----- |
| 01   | Jim Clark               | Lotus-Climax      | 1:29,3     | 158,03 km/h       | 01    |
| 02   | Graham Hill             | B.R.M.            | 1:29,6     | 157,50 km/h       | 02    |
| 03   | Jack Brabham            | Brabham-Climax    | 1:31,0     | 155,08 km/h       | 03    |
| 04   | Innes Ireland           | Lotus-Climax      | 1:31,0     | 155,08 km/h       | 04    |
| 05   | John Surtees            | Lola-Climax       | 1:31,5     | 154,23 km/h       | 05    |
| 06   | Tony Maggs              | Cooper-Climax     | 1:31,7     | 153,89 km/h       | 06    |
| 07   | Richie Ginther          | B.R.M.            | 1:31,7     | 153,89 km/h       | 07    |
| 08   | Bruce McLaren           | Cooper-Climax     | 1:31,7     | 153,89 km/h       | 08    |
| 09   | Trevor Taylor           | Lotus-Climax      | 1:32,7     | 153,23 km/h       | 09    |
| 10   | Neville Lederle         | Lotus-Climax      | 1:33,6     | 150,77 km/h       | 10    |
| 11   | Roy Salvadori           | Lola-Climax       | 1:35,4     | 147,92 km/h       | 11    |
| 12   | John Love               | Cooper-Climax     | 1:36,4     | 146,39 km/h       | 12    |
| 13   | Ernest Pieterse         | Lotus-Climax      | 1:36,8     | 145,79 km/h       | 13    |
| 14   | Doug Serrurier          | LDS-Alfa Romeo    | 1:36,8     | 145,79 km/h       | 14    |
| 15   | Mike Harris             | Cooper-Alfa Romeo | 1:39,1     | 142,40 km/h       | 15    |
| 16   | Carel Godin de Beaufort | Porsche           | 1:39,2     | 142,26 km/h       | 16    |
| 17   | Bruce Johnstone         | B.R.M.            | keine Zeit |                   | 17    |

### Rennen
| Pos. | Fahrer                  | Konstrukteur      | Runden | Stopps | Zeit        | Start | Schnellste Runde |
| ---- | ----------------------- | ----------------- | ------ | ------ | ----------- | ----- | ---------------- |
| 01   | Graham Hill             | B.R.M.            | 82     |        | 2:08:03,3   | 02    | 1:32,0           |
| 02   | Bruce McLaren           | Cooper-Climax     | 82     |        | + 49,8      | 08    | 1:32,3           |
| 03   | Tony Maggs              | Cooper-Climax     | 82     |        | + 50,3      | 06    | 1:32,4           |
| 04   | Jack Brabham            | Brabham-Climax    | 82     |        | + 53,8      | 03    | 1:31,8           |
| 05   | Innes Ireland           | Lotus-Climax      | 81     |        | + 1 Runde   | 04    | 1:33,6           |
| 06   | Neville Lederle         | Lotus-Climax      | 78     |        | + 4 Runden  | 10    | 1:35,8           |
| 07   | Richie Ginther          | B.R.M.            | 78     |        | + 4 Runden  | 07    | 1:33,4           |
| 08   | John Love               | Cooper-Climax     | 78     |        | + 4 Runden  | 12    | 1:37,1           |
| 09   | Bruce Johnstone         | B.R.M.            | 76     |        | + 6 Runden  | 17    | 1:36,5           |
| 10   | Ernest Pieterse         | Lotus-Climax      | 71     |        | + 11 Runden | 13    | 1:38,0           |
| 11   | Carel Godin de Beaufort | Porsche           | 70     |        | + 12 Runden | 16    | 1:40,7           |
| –    | Jim Clark               | Lotus-Climax      | 62     |        | DNF         | 01    | 1:31,0           |
| –    | Doug Serrurier          | LDS-Alfa Romeo    | 62     |        | DNF         | 14    | 1:38,6           |
| –    | Roy Salvadori           | Lola-Climax       | 56     |        | DNF         | 11    | 1:34,9           |
| –    | Mike Harris             | Cooper-Alfa Romeo | 31     |        | DNF         | 15    | 1:40,0           |
| –    | John Surtees            | Lola-Climax       | 26     |        | DNF         | 05    | 1:33,0           |
| –    | Trevor Taylor           | Lotus-Climax      | 11     |        | DNF         | 09    | 1:32,9           |

## WM-Stände nach dem Rennen
Die ersten sechs des Rennens bekamen 9, 6, 4, 3, 2, 1 Punkte. Es zählten nur die fünf besten Ergebnisse aus neun Rennen. In der Konstrukteurswertung zählten dabei nur die Punkte des bestplatzierten Fahrers eines Teams.

### Fahrerwertung
| Pos. | Fahrer                  | Konstrukteur           | Punkte  |
| ---- | ----------------------- | ---------------------- | ------- |
| 01   | Graham Hill             | B.R.M.                 | 42 (52) |
| 02   | Jim Clark               | Lotus-Climax           | 30      |
| 03   | Bruce McLaren           | Cooper-Climax          | 27 (32) |
| 04   | John Surtees            | Lola-Climax            | 19      |
| 05   | Dan Gurney              | Porsche                | 15      |
| 06   | Phil Hill               | Ferrari                | 14      |
| 07   | Tony Maggs              | Cooper-Climax          | 13      |
| 08   | Richie Ginther          | B.R.M.                 | 10      |
| 09   | Jack Brabham            | Lotus-Climax / Brabham | 9       |
| 10   | Trevor Taylor           | Lotus-Climax           | 6       |
| 11   | Giancarlo Baghetti      | Ferrari                | 5       |
| 12   | Ricardo Rodríguez       | Ferrari                | 4       |
| 13   | Lorenzo Bandini         | Ferrari                | 4       |
| 14   | Jo Bonnier              | Porsche                | 3       |
| 15   | Willy Mairesse          | Ferrari                | 3       |
| 16   | Innes Ireland           | Lotus-Climax           | 2       |
| 17   | Carel Godin de Beaufort | Porsche                | 2       |
| 18   | Masten Gregory          | Lotus-Climax           | 1       |
| 19   | Neville Lederle         | Lotus-Climax           | 1       |
| 20   | Maurice Trintignant     | Lotus-Climax           | 0       |
| 21   | Jackie Lewis            | Cooper-Climax          | 0       |
| 22   | John Love               | Cooper-Climax          | 0       |
| 23   | Nino Vaccarella         | Porsche                | 0       |

| Pos. | Fahrer              | Konstrukteur      | Punkte |
| ---- | ------------------- | ----------------- | ------ |
| 24   | Lucien Bianchi      | Lotus-Climax      | 0      |
| 25   | Bruce Johnstone     | B.R.M.            | 0      |
| 26   | Roger Penske        | Lotus-Climax      | 0      |
| 27   | Jo Siffert          | Lotus-Climax      | 0      |
| 28   | Rob Schroeder       | Lotus-Climax      | 0      |
| 29   | Ernest Pieterse     | Lotus-Climax      | 0      |
| 30   | John Campbell-Jones | Lotus-Climax      | 0      |
| 31   | Tony Settember      | Emeryson-Climax   | 0      |
| 32   | Ian Burgess         | Cooper-Climax     | 0      |
| 33   | Hap Sharp           | Cooper-Climax     | 0      |
| 34   | Heini Walter        | Porsche           | 0      |
| 35   | Jay Chamberlain     | Lotus-Climax      | 0      |
| –    | Wolfgang Seidel     | Emeryson-Climax   | 0      |
| –    | Roy Salvadori       | Lola-Climax       | 0      |
| –    | Ben Pon             | Porsche           | 0      |
| –    | Tony Shelly         | Lola-Climax       | 0      |
| –    | Keith Greene        | Gilby-B.R.M.      | 0      |
| –    | Heinz Schiller      | Lotus-B.R.M.      | 0      |
| –    | Bernard Collomb     | Cooper-Climax     | 0      |
| –    | Tim Mayer           | Cooper-Climax     | 0      |
| –    | Doug Serrurier      | LDS-Alfa Romeo    | 0      |
| –    | Mike Harris         | Cooper-Alfa Romeo | 0      |

### Konstrukteurswertung
| Pos. | Konstrukteur | Punkte  |
| ---- | ------------ | ------- |
| 01   | B.R.M.       | 42 (56) |
| 02   | Lotus        | 36 (38) |
| 03   | Cooper       | 29 (27) |
| 04   | Lola         | 19      |
| 05   | Porsche      | 18 (19) |

| Pos. | Konstrukteur   | Punkte |
| ---- | -------------- | ------ |
| 06   | Ferrari        | 18     |
| 07   | Brabham        | 6      |
| 08   | Lotus-B.R.M.   | 1      |
| 09   | Emeryson       | 0      |
| 10   | LDS-Alfa Romeo | 0      |